# Roberto Cherro
 (décembre 2023).
Si vous disposez d'ouvrages ou d'articles de référence ou si vous connaissez des sites web de qualité traitant du thème abordé ici, merci de compléter l'article en donnant les références utiles à sa vérifiabilité et en les liant à la section « Notes et références ».
Roberto Eugenio Cerro dit Roberto Cherro, né le 23 février 1907 à Barracas et mort le 11 octobre 1965 à Buenos Aires, est un footballeur argentin des années 1920 et 1930.

## Biographie
En tant qu'attaquant, Roberto Cherro fut international argentin à 16 reprises (1926-1937) pour 13 buts.
Il participa à la Copa América 1926, inscrivant trois buts dans le tournoi. L'Argentine termina deuxième du tournoi.
Il participa aux Jeux olympiques de 1928. Il joua quatre matchs sur les 6, ratant les deux matchs de la finale. Il inscrit trois buts dans ce tournoi et récolta la médaille d'argent.
Il remporta la Copa América 1929, inscrivant un but contre le Paraguay.
Il participa à la première édition de la Coupe du monde de football, ne jouant qu'un seul match contre la France (1-0). Il fut finaliste de la Coupe du monde.
Il participa à la Copa América 1937, la remportant, sans inscrire de but.
Il joua dans trois clubs argentins (Sportivo Barracas, Club Ferro Carril Oeste et CA Boca Juniors) remportant avec Boca Juniors cinq fois le championnat d'Argentine et fut récompensé du titre de meilleur buteur du championnat à trois reprises (en 1926 avec 20 buts, en 1928 avec 32 buts et en 1930 avec 37 buts).

## Clubs
- 1924 :  Sportivo Barracas
- 1925 :  Club Ferro Carril Oeste
- 1926-1938 :  CA Boca Juniors

## Palmarès
- Championnat d'Argentine de football
  - Champion en 1926, en 1930, en 1931, en 1934 et en 1935
  - Vice-champion en 1933
- Meilleur buteur du championnat argentin
  - Récompensé en 1926, en 1928 et en 1930
- Coupe du monde de football
  - Finaliste en 1930
- Copa América
  - Vainqueur en 1929 et en 1937
  - Finaliste en 1926
- Jeux olympiques
  - Médaille d'argent en 1928